# 克罗地亚高速铁路
随着国家高速公路网的建设进入尾声，克罗埃西亚议会通过了修建第一条高速铁所需经费预算的提案。这条高速铁路线是博托沃–萨格勒布–里耶卡高速线。它的设计时速为250km/h。 在试运营期间，列车的行驶速度不会超过200km/h，这是因为铁路信号系统在试验期间只能适应200km/h的时速。 修建这条高速线路所需的预算大约为9,244,200,000克罗地亚库纳 (大约16亿美元)。 这条高速铁路计划包括现在正在进行现代化改造的博托沃-萨格勒布铁路线，和一条已经建成的萨格勒布--里耶卡高速铁路线。
并且，准备建成的5号泛欧洲走廊会从斯洛文尼亚边境出来穿过萨格勒布市后进入塞尔维亚境内。在未来，这条高速铁路线的延长线很有可能就是沿着这条高速公路进行扩建。 这条新修的高速线路也是克罗地亚最为先进的高速铁路线。在这条铁路线还在计划中的时候，克罗地亚政府就规定以160km/h为标准来建造这条铁路线。这条线路是全电气化线路，也是克罗地亚境内拥有最多的支线的铁路，它也连接着克罗地亚成发展最为迅速的城市斯拉沃尼亚布罗德和温科夫齐，也毗邻往奥西耶克和波斯尼亚和黑塞哥维那的欧洲73公路。

## 脚注
1. ↑  . Wieninternational.at.   [2007-06-17]. （原始内容存档于2007-08-23）.
2. ↑  . Mppi.hr.   [2015-03-28]. （原始内容存档于2013-10-19）.